# Dusona valelaminata
Dusona valelaminata är en stekelart som beskrevs av Gupta 1977. Dusona valelaminata ingår i släktet Dusona och familjen brokparasitsteklar. Inga underarter finns listade i Catalogue of Life.